# Skunk Anansie
Skunk Anansie er et engelsk alternativt punk band der var mest aktiv i årene mellem 1994 og 2001.
Bandet gik i opløsning i 2001 hvorefter forsangerinden Skin fortsatte med en succesfuld solokarriere. I 2009 blev bandet gendannet og varmede i 2010 op for Rammstein på deres tour. I 2010 udgav de albummet Wonderlustre.

## Diskografi
- Paranoid & Sunburnt (1995)
- Stoosh (1996)
- Post Orgasmic Chill (1999)
- Wonderlustre (2010)
- Black Traffic (2012)
- Anarchytecture (2016)